# 梁村积福寺
梁村积福寺是一座古建筑，建于明清时期，位于山西省晋中市平遥县岳壁乡梁村。
2016年1月21日，梁村积福寺公布为第五批平遥县文物保护单位，编号5-20。2021年8月4日，梁村积福寺公布为第六批山西省文物保护单位，编号6-100。